# Lamnay
Lamnay ist eine französische Gemeinde mit 920 Einwohnern (Stand: 1. Januar 2022) im Département Sarthe in der Region Pays de la Loire. Sie gehört zum Arrondissement Mamers und zum Kanton Saint-Calais (bis 2015: Kanton Montmirail). 

## Geographie
Lamnay liegt etwa 40 Kilometer ostnordöstlich von Le Mans. Umgeben wird Lamnay von den Nachbargemeinden Cherré im Norden und Nordwesten, Saint-Jean-des-Échelles im Norden und Nordosten, Montmirail im Osten, Champrond im Südosten, Vibraye im Süden, Lavaré im Südwesten sowie Saint-Maixent im Westen.

## Bevölkerungsentwicklung
| Jahr                      | 1962 | 1968 | 1975 | 1982 | 1990 | 1999 | 2006 | 2013 |
| Einwohner                 | 787  | 742  | 733  | 593  | 647  | 696  | 845  | 947  |
| Quelle: Cassini und INSEE |      |      |      |      |      |      |      |      |

## Sehenswürdigkeiten
- Kirche Saint-Martin aus dem 10. Jahrhundert, Umbauten aus dem 16./17. Jahrhundert, seit 1994 Monument historique

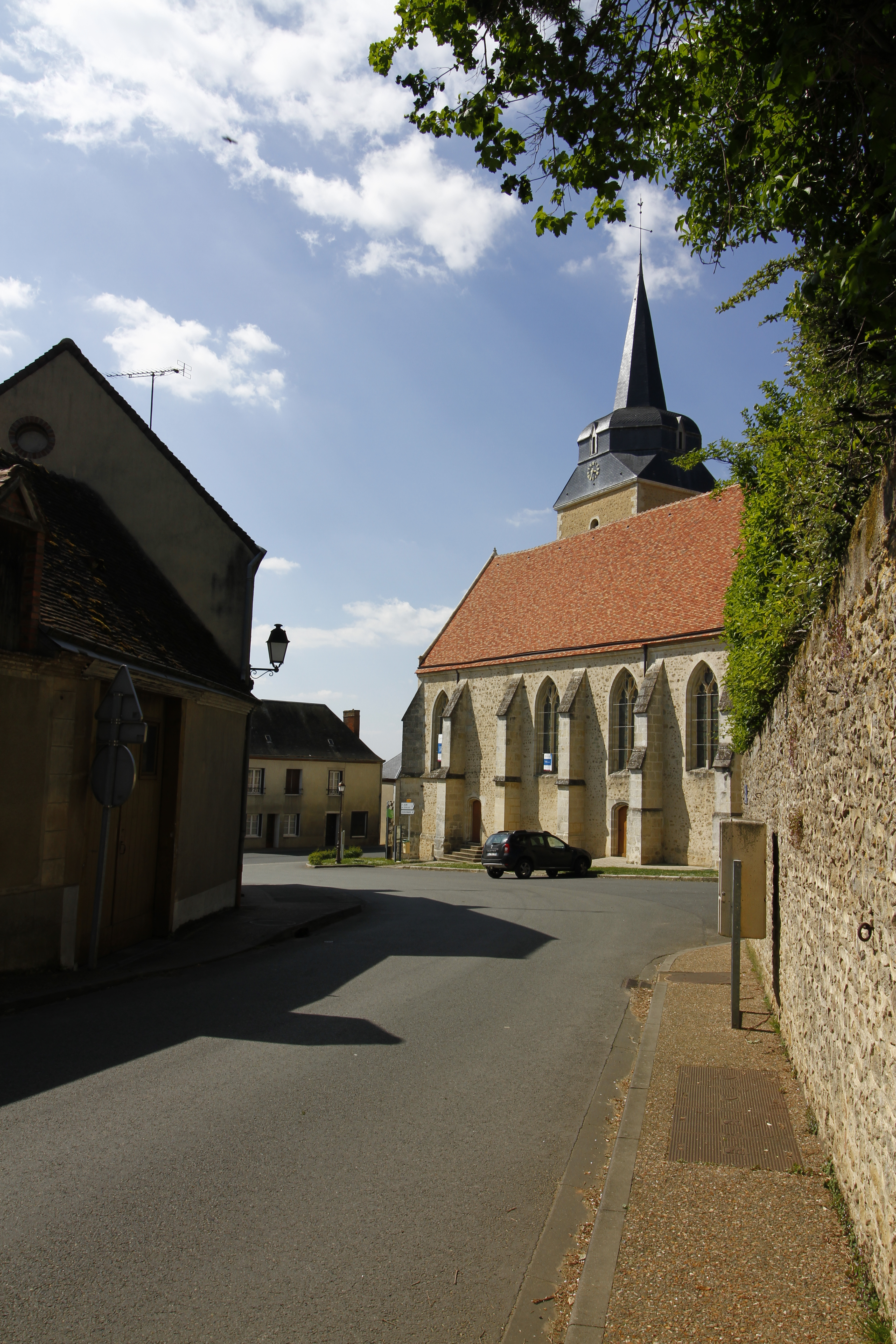
Kirche Saint-Martin